# Újezd u Průhonic
Újezd u Průhonic (německy Aujest bei Pruhonitz) je městská čtvrť a katastrální území o rozloze 370,38 ha na jihovýchodním okraji hlavního města Prahy (do 30. 6. 2016 byla jako část obce označena názvem Újezd bez přívlastku) a tvořící území městské části Praha-Újezd. Je součástí městského obvodu Praha 4, rozšířenou působnost státní správy zde vykonává městská část Praha 11. K 31. 12. 2024 měla 3 893 obyvatel.
Zástavba se dělí na dvě původní sídla vzdálená zhruba kilometr – Újezd (v jihovýchodní části katastru, vesnického typu s 15 % obyvatel) a Kateřinky (v severozápadní části s 85 % obyvatel, přecházející do sídliště Opatov). Počet obyvatel Újezdu se prudce zvýšil od 90. let vlivem výstavby panelových (1993) a řadových (2004) domů v Kateřinkách, po níž se místní úřad přesunul z návsi v Újezdě do nově vznikajícího centra Kateřinek.

## Historie Újezdu
Újezd (dříve Oujezdec; německy Aujest bei Pruhonitz) vznikl kolem roku 1483. Jeho osada Kateřinky při západním okraji Milíčovského lesa je téměř o čtvrt tisíciletí mladší, první zmínka je z roku 1727. Kolem roku 1788 vznikla při severním okraji Milíčovského lesa hájenka Milíčov. V Újezdě prakticky nejsou větší památky. Východně od Újezdu protéká potok Botič, na jeho levostranném bezejmenném přítoku leží dva rybníky (Sukov a Návesní). V roce 1850 byla ustanovena obec Újezd u Průhonic, zahrnující i Křeslice asi dva kilometry severovýchodně (osamostatnily se v roce 1922). 12. července 1971 byla otevřena dálnice D1, jen desítky metrů jihozápadně od zástavby Kateřinek i Újezdu, která zpřetrhala přirozené vazby Újezdu a Šeberova a tvoří hranici moderního katastru Újezdu. Západně od nadjezdu Formanské ulice nad dálnicí byla později zřízena obousměrná odpočívka s čerpací stanicí a fast foodem (i část ve směru od Prahy tvoří výběžek újezdského území na jih). Újezd byl k Praze připojen 1. července 1974 z okresu Praha-západ. Úředně stále platný název katastrálního území Újezd u Průhonic se od té doby již běžně nepoužívá, městská část se nazývá pouze Praha-Újezd, avšak někdy je třeba ji odlišit od jiných pražských lokalit, Újezdu nad Lesy i ulice Újezd na jihu Malé Strany. V souvislosti s výstavbou komplexu Jižního Města se změnilo zaústění Formanské ulice (hlavní komunikace v Újezdě a Kateřinkách spojující Průhonice s Chodovem) do Chodova, nově ústí do Opatovské ulice.
Újezd, získal mnoho obyvatel při výstavbě malého sídliště v Kateřinkách (1989–1993) a počátkem tisíciletí také zástavby po jižní straně Formanské ulice, kde vzniklo nové centrum městské části a dvě náměstí – Pod platanem a Kateřinské. Kateřinky tak násobně přerostly vlastní Újezd. Okraje starší domkové zástavby Kateřinek (ulice Na Cípu) a Újezdu (Ve Vilkách) jsou od sebe vzdáleny zhruba kilometr, centra obou částí pak 2 km; zhruba v půli cesty už vznikly další areály po 4 domech (ulice Na Formance a Pod Formankou), výhledově lze očekávat srůstání zástavby.
Velké polnosti severně od Újezdu až po Milíčovský les vlastní realitní magnát Miloš Červenka a rozprodává je na parcely pro rodinné domky; ambiciózní plán má probíhat řadu let.

## Pamětihodnosti
- Koníčkův mlýn

## Občanská vybavenost
V Kateřinkách je stanice městské policie a mateřská škola, v Újezdě vietnamský obchod s potravinami, restaurace, hostinec a nově postavená mateřská škola společně s základní školou (pouze 1.stupeň)

## Doprava
Kateřinky a Újezd historicky ležely mimo hlavní cesty, nejbližší dobrá silnice vedla jižněji ze Šeberova do Průhonic, z Újezdu a Kateřinek vedla jen nekvalitní místní cesta od Litochleb (Chodova), dnešní Formanská ulice. Při výstavbě sídliště Jižní Město byla původní cesta na území Chodova nahrazena novými ulicemi.
Veřejná doprava byla do Újezdu zavedena kolem roku 1930, a to linka 2116 do Průhonic, provozovaná Autodopravní akciovou společností (licenci pro linku Vršovice – Chodov – Průhonice získala společnost 2. února 1927). Později byla z této linky vyčleněna samostatná linka do Říčan, která jezdila v různých podobách přes Kateřinky a Újezd až do zavedení městské dopravy v roce 1979, naposledy jako linka ČSAD č. 10820. Od roku 1966 jezdily přes Újezd některé spoje linky 01104 do Velkých Popovic a o něco později tudy byly vedeny některé spoje linky 01084 do Říčan, naposledy v roce 1981, druhé větve všech tří linek vedly přes Šeberov. V letech 1981 až 1998 tak bylo tradiční dopravní spojení Újezdu s Průhonicemi přerušeno.
Po připojení Újezdu k Praze v roce 1974 byla 27. května 1979 do Újezdu zavedena nová městská linka č. 227, původně z chodovské zastávky Na Sádce. Od zavedení metra na Jižní Město v listopadu 1980 byla linka 227 od stanice Družby (dnes Opatov) odkloněna k západnější stanici Budovatelů (dnes Chodov). Od roku 1982 plnila roli obslužné linky po části sídliště Jižní Město (od stanice Družby pokračovala oklikou kolem polikliniky Háje ke stanici metra Kosmonautů, dnes Háje), později byla od polikliniky zkrácena do konečné Jižní Město. Od 12. září 1996 jezdila do Újezdu i školní městská linka č. 427.
Při rozšiřování Pražské integrované dopravy do oblasti Průhonic byly přes Újezd zavedeny příměstské linky, a to 2. listopadu 1998 linka 324 do Čestlic (provozovaná pražským dopravním podnikem) a 28. května 2000 linky 363 (Opatov–Čestlice–Velké Popovice) a 385 (Opatov–Čestlice–Říčany), provozované nejprve společností ČSAD Vršovice, jejíž provoz převzala firma Connex Praha, později přejmenovaná na Veolia Transport Praha, dnes Arriva Praha. Městská část od roku 2005 usilovala o obnovení městské linky nebo alespoň posílení linky 324, protože příměstské linky 363 a 385 byly méně spolehlivé, v některých časech kapacitně nepostačovaly a nucený nástup předními dveřmi zdržoval provoz. Od 15. března 2003 byla linka 227 dočasně zavedena jako náhradní linka po dobu výluky příměstských linek z důvodu výstavby kanalizace, opatření původně plánované jen do srpna 2003 se protáhlo až do 26. června 2004. Od 14. června 2009 byla zrušena linka 324 a odkloněna linka 385 a přes Újezd byly nahrazeny posílenou linkou 363. Od té doby tak veřejnou v Újezdě dopravu zajišťuje pouze příměstská autobusová linka 363 stanice metra Opatov–Průhonice–Čestlice–Dobřejovice–Modletice–Velké Popovice. V ranní špičce jezdí po 10 minutách, v odpolední po 15, v sedle a o víkendech po půl hodině.
Na Formanské ulici jsou v Kateřinkách autobusové zastávky Kateřinky (u Studánkové ulice) a Ke Smrčině; nové Kateřinské náměstí s přestěhovaným úřadem městské části leží zhruba v polovině mezi nimi. Následuje Na Formance u nových domů na samotě a na území vlastního Újezdu zastávky Ve Vilkách (na začátku zástavby, do listopadu 2013 dočasně jednosměrná směrem od Prahy), Formanská (asi o 250 metrů dále), a za odbočkou k jihu, u Návesního rybníka pak K Sukovu (v těchto místech se nacházela zastávka Ke mlýnu, kde u někdejšího místního úřadu končila městská linka 227).
Kateřinky s Šeberovem přímo propojuje pouze nově vybudovaná stezka určená pro chodce a cyklisty, která podchází dálnici i přilehlý protihlukový val.
V systému označení a záměru cyklotras z konce 90. let vedla přes Újezd dálková trasa č. 11 z pražské Výtoně směrem do Vídně, Újezd na ní měl ležet mezi Petrovicemi a Průhonicemi. Do Újezdu dále vedla místní trasa s označením ÚJ–BR (Újezd u Průhonic–Braník).
Zčásti ve směru Formanské ulice je vyznačena nečíslovaná dálková cyklotrasa Greenways Praha - Vídeň. Stezka mezi Kateřinkami a Šeberovem je označena jako cyklotrasa A21 – zatím jde o izolovaný úsek, ale výhledově má být součástí páteřní cyklistické trasy A21 Modřany – Kunratice – Háje. V městském návrhu z roku 2006 má spojení Kateřinek a Újezdu být označeno jako hlavní cyklistická trasa A216 – tato trasa vede z Centrálního parku na Jižním Městě kolem severovýchodního cípu Kateřinek, kolem severní paty Milíčovského vrchu, Milíčovských rybníků a hájovny Milíčov přes Milíčovský les k silnici spojující Újezd s Křeslicemi.
Do Kateřinek Milíčovskou ulicí k zastávce Kateřinky vede zeleně značená pěší turistická trasa KČT z Uhříněvsi přes Křeslice a Milíčovský les.

### Vestecká spojka
Újezd nemá přímé napojení na dálnici, Formanská ulice ji překonává mostem (a pokračuje do Průhonic), z Újezdu není dostupná ani dálniční čerpací stanice s odpočívadlem, která leží v jeho bezprostřední blízkosti. Nejbližší nájezdy jsou Exit 2 Opatov (severozápadně od Kateřinek) a Exit 6 v Průhonicích.
Zlepšení dopravního napojení na dálnici D1 nastane se zprovozněním Vestecké spojky, která se má mezi Kateřinkami a Újezdem napojovat na dálnici D1 (exit 4) a dále pokračovat ještě asi 300 m k ulici Formanská, kde bude ukončena. Vestecká spojka povede od Pražského okruhu, resp. Vídeňské ulice kolem MČ Praha-Šeberov (bude sloužit jako obchvat) a na dálnici D1 se napojí na čtvrtém kilometru. Výstavba Vestecké spojky by mohla začít cca v roce 2017/2018.
16. dubna 2015 se v MČ Praha-Újezd konalo referendum o prospěšnosti Vestecké spojky, kvůli nízké účasti (27 %) ale bylo neplatné.

## Sousedící území
Újezd sousedí s katastrálními územími (od severu proti směru hodinových ručiček): Háje, Chodov, Šeberov, Hole (část obce Průhonice, okres Praha-západ), Průhonice (okres Praha-západ), Křeslice a Petrovice.

## Další fotografie

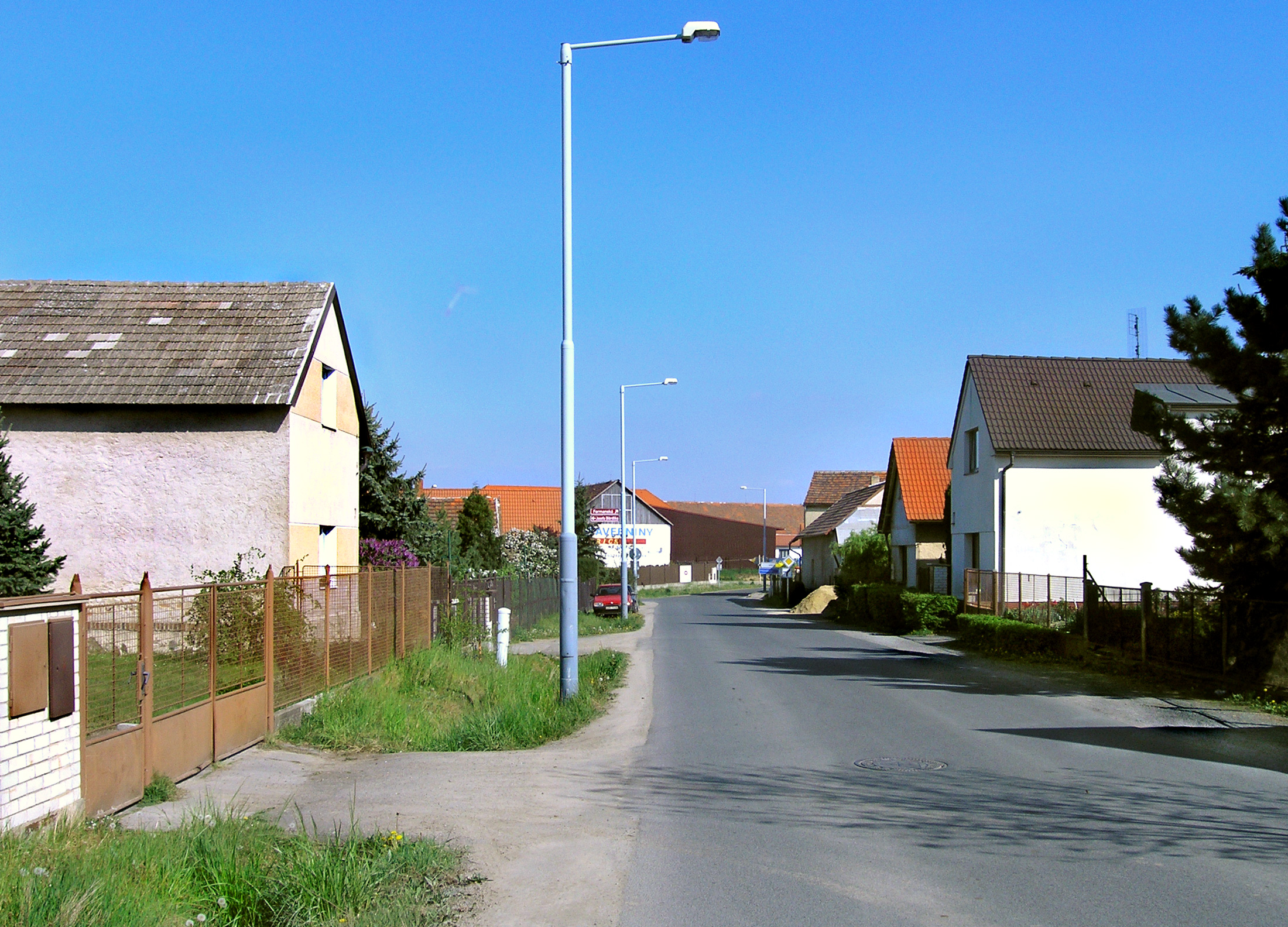
Formanská ulice od Jižního Města
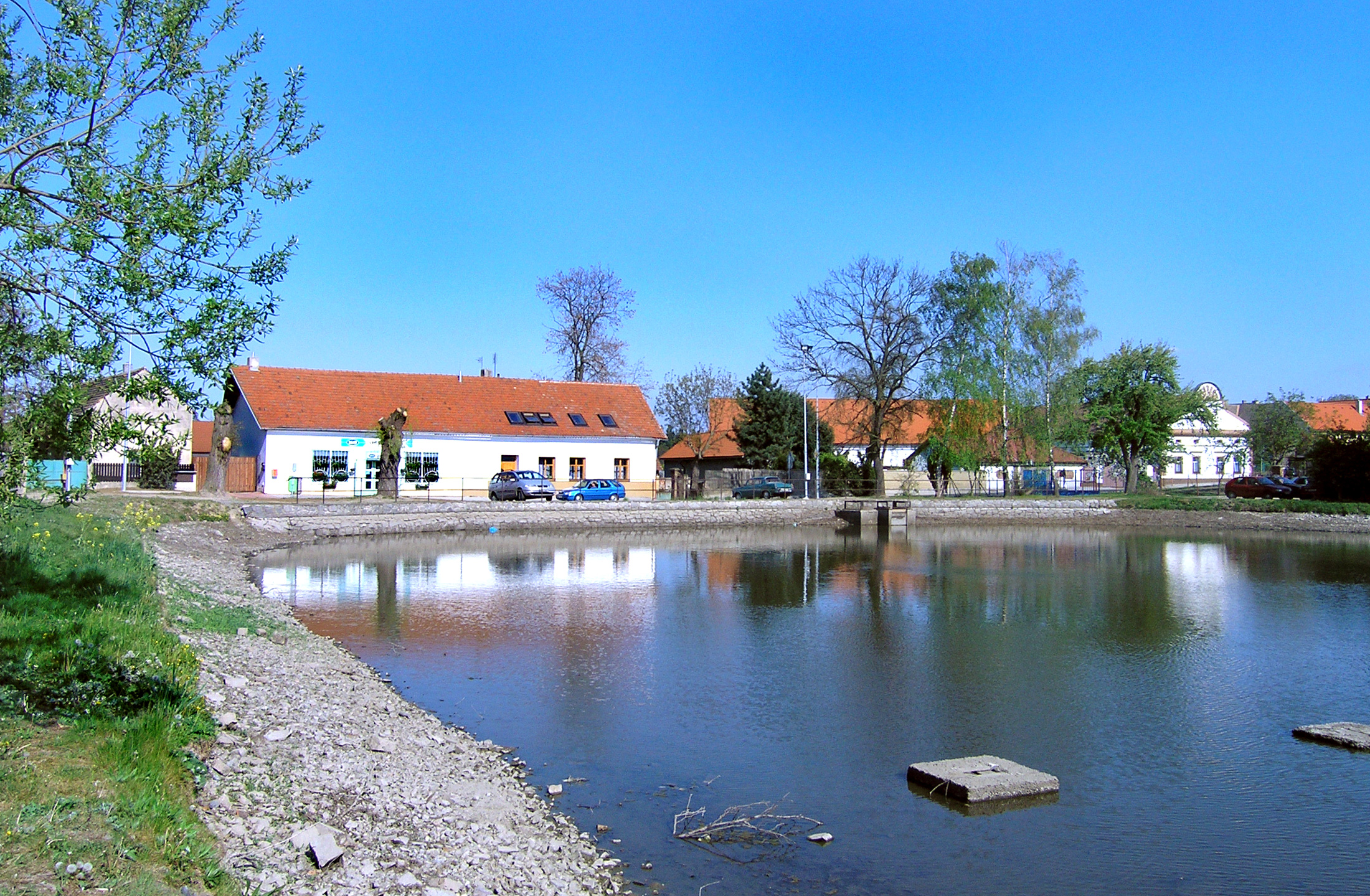
Návesní rybník
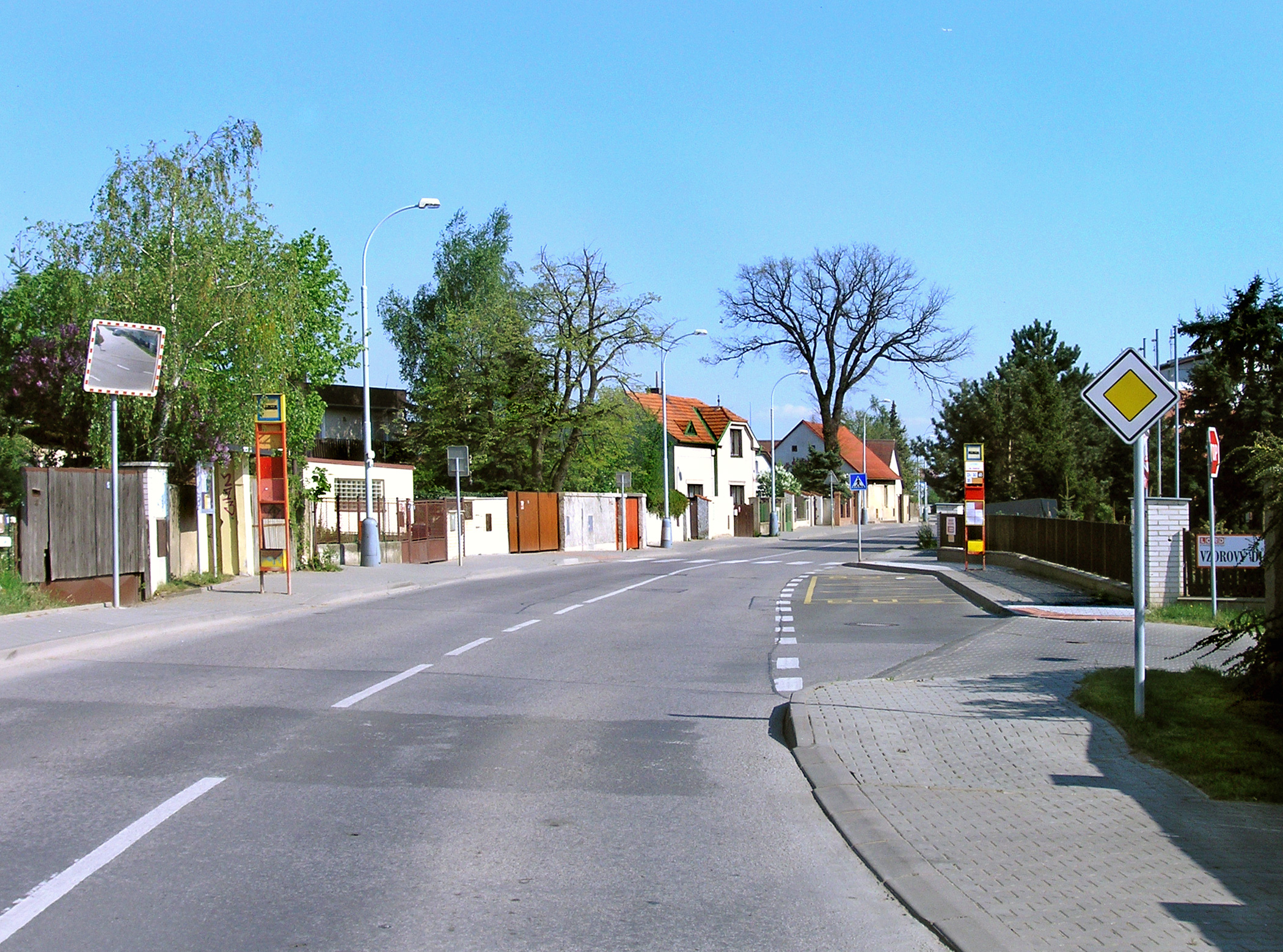
Formanská ulice v Kateřinkách
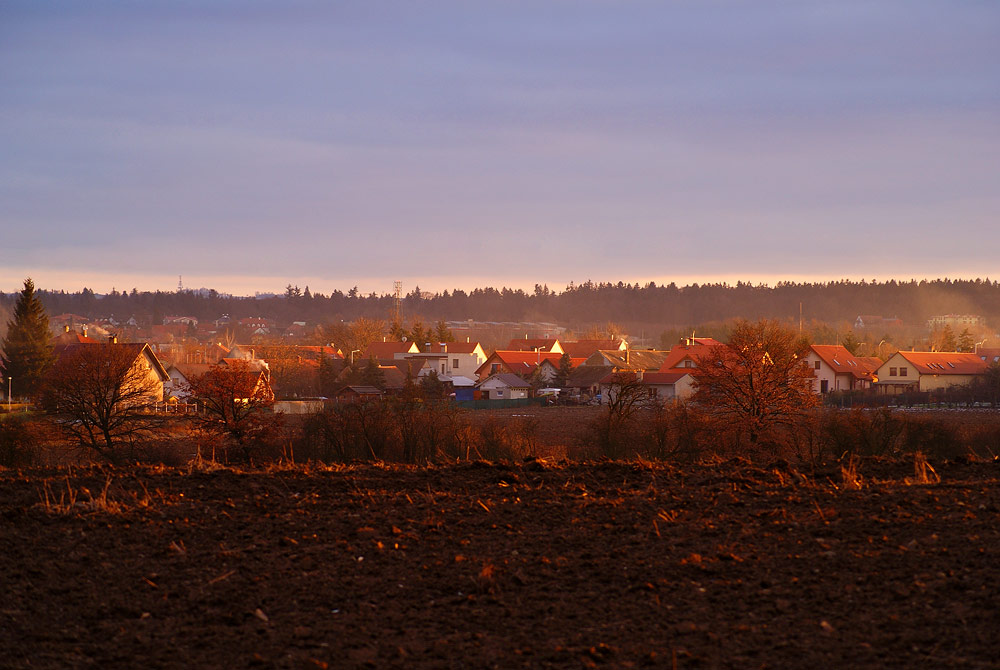
Pohled na Újezd v zimě z Milíčovského lesa, v pozadí Průhonický park